# Beat of My Drum
A Beat of My Drum Nicola Roberts brit énekesnő dala. 2011. június 3-án jelent meg a Polydor Records gondozásában, mint a Cinderella’s Eyes című albumának első kislemeze. Dimitri Tikovoi és Diplo végezték a produceri munkákat, második csak utólagos munkákat végzett a számon. A dal szerzője Nicola, Dimitri Tikovoi és Maya von Doll volt.
Az énekesnő brit stílusú mókának szánta a felvételt, Roberts célja egy olyan dal volt, melyet bárki énekelhet, és táncolhat rá. A Beat of My Drum egy dance-pop felvétel, indie-pop jegyekkel. A kritikusok M.I.A. és Major Lazer munkáihoz hasonlították a felvételt. A szerzemény szövege elsősorban Nicola a Girls Aloud tagjaként átélt napjait eleveníti fel; az együttes részeként ugyanis alulértékeltnek érezte magát a csapat többi tagjához képest.
A Beat of My Drum kivívta a kritikusok elismerését, nem egy szerint sokkal eredetibb, mint csapattársai munkái. Nem ért el jelentős sikereket, a brit kislemezlista 27. helyéig jutott el, a skótoknak eggyel feljebb került. Az íreknél 37. helyet ért el. A videóklipben Nicola táncosok körében látható, egy 70-es éveket idéző öltözetben. A T4 on the Beachen és Paul O'Grady Liveon adta elő a számot.

## Írás és inspiráció
Mielőtt megkezdte szólókarrierjét, Roberts a Girls Aloud egyik tagja volt. Roberts számára lelki tehertételt jelentett, hogyan kezelje azt, hogy a médiában folyamatos figyelmet kap, hogy mikor mit csinál. Imidzsére vonatkozóan rengeteg negatív kritikát kapott. Ez az „élmény” hatott rá, hogy megkezdje saját albumának munkálatait, mely visszatükrözi a nehéz időket. A Beat of My Drumban Nicola magát a „sarokba” helyezte. Az album összes dalát ő írta, mindegyik életének egy-egy történetét meséli el. A Beat of My Drumot mindig is úgy képzelte el, mint egy felvételt, mely jelentősen különbözik társai szerzeményeitől. Emellett szereti, hogy „ ez egy olyan dal, amelyet bárki énekelhet, és táncolhat rá”. Roberts szerint a dal „vidám”, brit hangzásvilággal rendelkezik.

## Készítés
Roberts Diplo közreműködésével kezdett el dolgozni a Beat of My Drumon , azonban nem mentek egyszerűen a munkálatok: „Fel kellett hívnom, és… tudod milyen, mikor egy fiút először hívsz fel? Tudtam, hogy egy esélyem van, így kirúgtam. […] Kicsit lenyugtatott, majd letettem a telefont, és átgondoltam, hogy már nincs a kezeim között.” Amikor visszakapta a dalt a producertől, túl mérges volt ahhoz, hogy meghallgassa, mert ez sokat jelentett számára. Mikor hazament Liverpoolba, a testvéreit kivitte egy mezőre, és lejátszotta a hangos felvételt. Miután pozitív visszajelzéseket kapott tőlük, Roberts így beszélt a számról: „Büszke vagyok rá. El sem hiszem, hogy az enyém. Az a férfi egy zseni.”

## Kompozíció

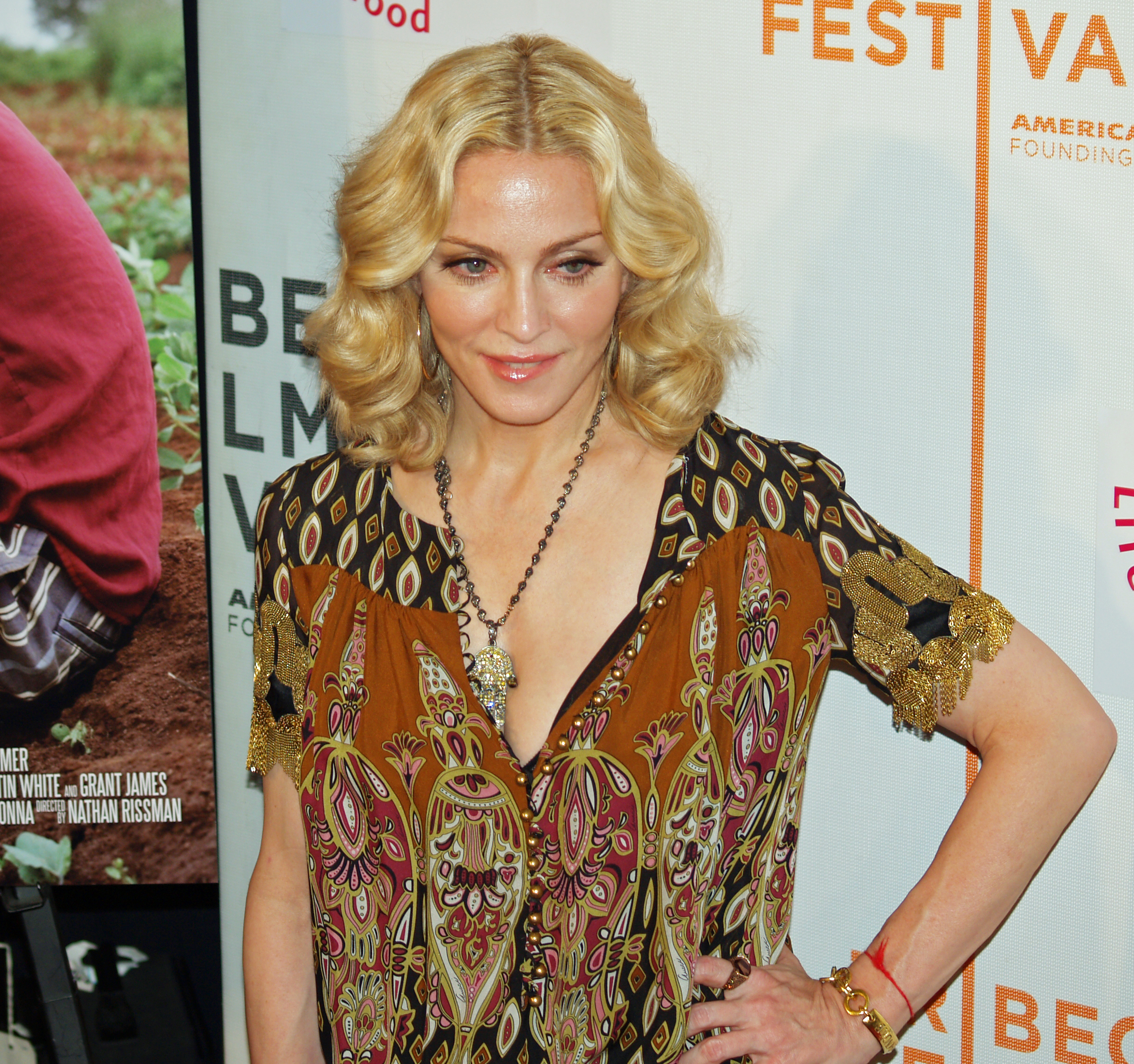
A 2011 novemberében kiszivárgott Madonna-dal, a Give Me All Your Luvin’ demója a rajongók és kritikusok szerint rendkívül hasonlít a Beat of My Drumra.

A Beat of My Drum egy dance-pop felvétel, indie pop jegyekkel. A kritikusok M.I.A. és Daphne & Celeste munkáihoz hasonlították. Bizonyos részek énekelve, mások beszélve, illetve dancehall stílusban jelennek meg a dalban. Jellegzetességei miatt Major Lazer munkáihoz hasonlították.

### Vita
2011 novemberében Madonna kiszivárgott Give Me All Your Luvin’ című dalának demó változata, melyet a rajongók és a kritikusok egyaránt a Beat of My Drumhoz hasonlítottak.
Cheryl Cole az egyik csapattársa is kommentálta a történteket: „Az utánzás a hízelgés legnagyobb formája!” Roberts Twitteren reagált erre: „Az utánzás sosem jött be nekem…” Később hozzátette, ez nem konkrétan Madonnának szólt: „Néhányan túl gyorsan kapják elő a pisztolyt…” majd Twitteren azt is közölte, hogy nem hallotta a felvételt, illetve rajongói számára is elmagyarázta a helyzetet: „Néhány ember könnyeden mond rettenetes, sértő szavakat.” A hasonlítások a pompomlány stílusa miatt érték a demót. A Daily Mirror egyik írója szerint a Give Me All Your Love a Beat of My Drum egy szegényebb variációja.

## Fogadtatása
Összességében pozitív értékeléseket gyűjtött be a szerzemény. Robert Copsey öt csillagot adott a maximális ötből, mondván „Valaha Nicola-t a Girls Aloud legkevésbé kívánatos tagjának neveztem, átalakulása a múltbeli borzalmas énekesnőből ragyogó énekesnővé csodálatos látvány.” Jeff Benjamin megkérte olvasóit, „hogy képzeljenek el egy fiatal M.I.A.-t, aki elkezdte énekelni: „L! O! V! E!” és ezzel egy igazi nyári himnuszt alkot.” A Popjustice című weboldal szerint a mű gondtalan és spontán.

## Videóklip
A Beat of My Drum videóklipjét Wendy Morgan rendezte. Roberts a rendezőt „koncentrált és szenvedélyes” jelzőkkel illette. Az énekesnő hozzátette, ezek miatt rögtön nyugodtan dolgozott vele. A videóklip a Through Nicola's Eyes című internetes sorozatban jelent meg először, melyben Roberts elmondta, a videóklip forgatását nagyon stresszesnek találta. Roberts nyugtalansága annak tulajdonítható, hogy korábban a Girls Aloud mellett forgatott videókat, négy lány társaságában; ez az első alkalom, mikor egyedül kell helyt állnia, és felkészülnie a kritikusok értékeléseire. Roberts attól is tartott, nyugtalansága kihat a videóklipre is: „Erősnek és profinak kell lenned, keresztültenni magad rajta, nyilván élvezni is, de ha nyugtalan vagy, akkor sem látszódhatsz annak, mert nem sikerül.”

## Élő előadások

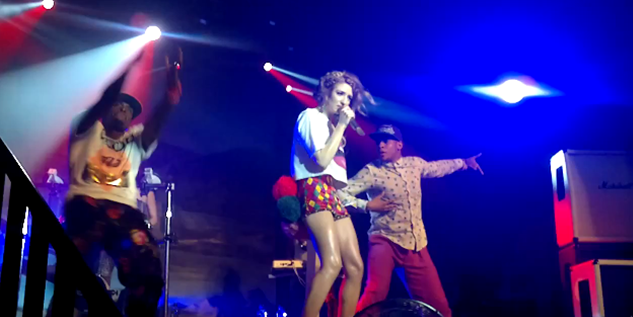
Roberts előadás során, 2011-ben.

Nicola a 2011-es T4 on the Beach rendezvényen adta elő először művét. Később ezt nyilatkozta:
„Múlt hét csütörtökön volt az első élő előadásom, 10.000 ember előtt, szóval nem idegeskedtem. Elfelejtettem milyen egy közönség. Igyekszem nyugodt maradni.”
Később a The Paul O'Grady Show című műsor során is előadta a számot.

## Számlista és formátumok
| - Digitális letöltés 1. Beat of My Drum – 2:55 2. Beat of My Drum (Instrumental) – 2:56 3. Porcelain Heart (iTunes bónusz szám) – 3:48 - Remix EP 1. Beat of My Drum (Loverush UK! Club Mix) – 6:25 2. Beat of My Drum (KC Blitz Remix) – 3:10 3. Beat of My Drum (Pictureplanes Sage Burn Remix) – 4:27 4. Beat of My Drum (Loverush UK! Radio Edit) – 3:38 | - CD kislemez 1. Beat of My Drum – 2:58 2. Beat of My Drum (Loverush UK! Radio Edit) – 3:38 3. Disco Blisters and a Comedown (Roberts, von Doll, Tikovoi) – 3:03 |

## Készítették
- Nicola Roberts – vokálok, dalszövegíró, producer
- Diplo – songwriter, producer
- Dimitri Tikovoi – dalszövegíró, producer
- Maya von Doll – dalszövegíró

## Slágerlistás helyezések
| Slágerlista (2011) | Legjobb helyezés |
| ------------------ | ---------------- |
| Ír kislemezlista   | 37               |
| Skót kislemezlista | 26               |
| Brit kislemezlista | 27               |

## Megjelenések
| Ország             | Dátum            | Formátum           | Kiadó           |
| ------------------ | ---------------- | ------------------ | --------------- |
| Írország           | 2011. június 3.  | Digitális letöltés | Polydor Records |
| Egyesült Királyság | 2011. június 5.  | Digitális letöltés | Polydor Records |
| Egyesült Királyság | 2011. július 11. | CD kislemez        | Polydor Records |

## Fordítás
- Ez a szócikk részben vagy egészben  a   Beat of My Drum című angol Wikipédia-szócikk fordításán alapul.  Az eredeti cikk szerkesztőit annak laptörténete sorolja fel. Ez a jelzés csupán a megfogalmazás eredetét és a szerzői jogokat jelzi, nem szolgál a cikkben szereplő információk forrásmegjelöléseként.